# Szaturnusz-díj a legjobb televíziós női mellékszereplőnek
A legjobb televíziós női mellékszereplőnek járó Szaturnusz-díjat évente adja át az Academy of Science Fiction, Fantasy & Horror Films szervezet. A díjjal a televíziós sci-fi, fantasy és horror-szerepléseket jutalmazzák. A díjat elsőként 2000-ben, a 26. díjátadón osztották ki.
A kategóriában a legtöbb győzelmet a The Walking Dead szerezte. A sorozat három színésznője négy alkalommal vihette el a díjat, ebből – a 2010-es évek végéig – (öt jelölésből) két alkalommal Melissa McBride és Danai Gurira nyert. Jeri Ryan szintén két győzelmet tudhat magáénak.
Melissa McBrideot nyolcszor jelölték a kategóriában, míg Jennifer Carpenter hét ízben került a jelöltek listájára.
A 45. és 47. díjátadón ketté választották: kábel/hálózat-ra és streaming-re.

## Győztesek és jelöltek
(MEGJEGYZÉS: Az Év oszlop az adott sorozat értékeléséül szolgáló évre utal, a tényleges díjátadó ceremóniát a következő évben rendezték meg.)
A győzteseket félkövér betűtípus és kék háttérszín jelzi.

### 1990-es évek
| Év                  | Színésznő          | Színésznő               | Magyar cím              | Eredeti cím      | Szerep             |
| ------------------- | ------------------ | ----------------------- | ----------------------- | ---------------- | ------------------ |
| 1999 (26. díjátadó) |                    | Justina Vail            | Seven Days – Az időkapu | Seven Days       | Dr. Olga Vukavitch |
| 1999 (26. díjátadó) | Charisma Carpenter | Angel                   | Angel                   | Cordelia Chase   |                    |
| 1999 (26. díjátadó) | Virginia Hey       | Csillagközi szökevények | Farscape                | Pa'u Zotoh Zhaan |                    |
| 1999 (26. díjátadó) | Heather Matarazzo  | Vissza a jelenbe        | Now and Again           | Heather Wiseman  |                    |
| 1999 (26. díjátadó) | Jeri Ryan          | Star Trek: Voyager      | Star Trek: Voyager      | Hét Kilenced     |                    |
| 1999 (26. díjátadó) | Amanda Tapping     | Csillagkapu             | Stargate SG-1           | Samantha Carter  |                    |

### 2000-es évek
| Év                  | Színésznő             | Színésznő                                             | Magyar cím                                    | Eredeti cím                    | Szerep                         |
| ------------------- | --------------------- | ----------------------------------------------------- | --------------------------------------------- | ------------------------------ | ------------------------------ |
| 2000 (27. díjátadó) |                       | Jeri Ryan                                             | Star Trek: Voyager                            | Star Trek: Voyager             | Hét Kilenced                   |
| 2000 (27. díjátadó) | Juliet Landau         | Angel                                                 | Angel                                         | Drusilla                       |                                |
| 2000 (27. díjátadó) | Alyson Hannigan       | Buffy, a vámpírok réme                                | Buffy the Vampire Slayer                      | Willow Rosenberg               |                                |
| 2000 (27. díjátadó) | Michelle Trachtenberg | Buffy, a vámpírok réme                                | Buffy the Vampire Slayer                      | Dawn Summers                   |                                |
| 2000 (27. díjátadó) | Katherine Heigl       | Roswell                                               | Roswell                                       | Isabel Evans                   |                                |
| 2000 (27. díjátadó) | Amanda Tapping        | Csillagkapu                                           | Stargate SG-1                                 | Samantha Carter                |                                |
| 2001 (28. díjátadó) |                       | Jolene Blalock                                        | Star Trek: Enterprise                         | Star Trek: Enterprise          | T’Pol alparancsnok             |
| 2001 (28. díjátadó) | Alyson Hannigan       | Buffy, a vámpírok réme                                | Buffy the Vampire Slayer                      | Willow Rosenberg               |                                |
| 2001 (28. díjátadó) | Michelle Trachtenberg | Buffy, a vámpírok réme                                | Buffy the Vampire Slayer                      | Dawn Summers                   |                                |
| 2001 (28. díjátadó) | Gigi Edgley           | Csillagközi szökevények                               | Farscape                                      | Chiana                         |                                |
| 2001 (28. díjátadó) | Amanda Tapping        | Csillagkapu                                           | Stargate SG-1                                 | Samantha Carter                |                                |
| 2001 (28. díjátadó) | Annabeth Gish         | X-akták                                               | The X-Files                                   | Monica Reyes                   |                                |
| 2002 (29. díjátadó) |                       | Alyson Hannigan                                       | Buffy, a vámpírok réme                        | Buffy the Vampire Slayer       | Willow Rosenberg               |
| 2002 (29. díjátadó) | Amy Acker             | Angel                                                 | Angel                                         | Winifred „Fred” Burkle         |                                |
| 2002 (29. díjátadó) | Michelle Trachtenberg | Buffy, a vámpírok réme                                | Buffy the Vampire Slayer                      | Dawn Summers                   |                                |
| 2002 (29. díjátadó) | Jolene Blalock        | Star Trek: Enterprise                                 | Star Trek: Enterprise                         | T’Pol alparancsnok             |                                |
| 2002 (29. díjátadó) | Heather Donahue       | Harmadik típusú emberrablások                         | Taken                                         | Mary Crawford                  |                                |
| 2002 (29. díjátadó) | Dakota Fanning        | Harmadik típusú emberrablások                         | Taken                                         | Allie Keys                     |                                |
| 2003 (30. díjátadó) |                       | Amy Acker                                             | Angel                                         | Angel                          | Winifred „Fred” Burkle         |
| 2003 (30. díjátadó) | Charisma Carpenter    | Angel                                                 | Angel                                         | Cordelia Chase                 |                                |
| 2003 (30. díjátadó) | Katee Sackhoff        | Csillagközi romboló                                   | Battlestar Galactica                          | Kara „Starbuck” Thrace hadnagy |                                |
| 2003 (30. díjátadó) | Jolene Blalock        | Star Trek: Enterprise                                 | Star Trek: Enterprise                         | T’Pol alparancsnok             |                                |
| 2003 (30. díjátadó) | Victoria Pratt        | X Csapat                                              | Mutant X                                      | Shalimar Fox                   |                                |
| 2003 (30. díjátadó) | Amanda Tapping        | Csillagkapu                                           | Stargate SG-1                                 | Samantha Carter                |                                |
| 2004 (31. díjátadó) |                       | Amanda Tapping                                        | Csillagkapu                                   | Stargate SG-1                  | Samantha Carter                |
| 2004 (31. díjátadó) | Amy Acker             | Angel                                                 | Angel                                         | Winifred „Fred” Burkle/Illyria |                                |
| 2004 (31. díjátadó) | Erica Durance         | Smallville                                            | Smallville                                    | Lois Lane                      |                                |
| 2004 (31. díjátadó) | Torri Higginson       | Csillagkapu: Atlantisz                                | Stargate Atlantis                             | Dr. Elizabeth Weir             |                                |
| 2004 (31. díjátadó) | Samantha Mathis       | Borzalmak városa                                      | Salem's Lot                                   | Susan Norton                   |                                |
| 2004 (31. díjátadó) | Sonya Walger          | Titkok könyvtára – A Szent Lándzsa küldetés           | The Librarian: Quest for the Spear            | Nicole Noone                   |                                |
| 2005 (32. díjátadó) |                       | Katee Sackhoff                                        | Csillagközi romboló                           | Battlestar Galactica           | Kara „Starbuck” Thrace hadnagy |
| 2005 (32. díjátadó) | Michelle Rodriguez    | Lost – Eltűntek                                       | Lost                                          | Ana Lucía Cortez               |                                |
| 2005 (32. díjátadó) | Erica Durance         | Smallville                                            | Smallville                                    | Lois Lane                      |                                |
| 2005 (32. díjátadó) | Allison Mack          | Smallville                                            | Smallville                                    | Chloe Sullivan                 |                                |
| 2005 (32. díjátadó) | Claudia Black         | Csillagkapu                                           | Stargate SG-1                                 | Vala Mal Doran                 |                                |
| 2005 (32. díjátadó) | Catherine Bell        | A Bermuda-háromszög rejtélye                          | The Triangle                                  | Emily Patterson                |                                |
| 2006 (33. díjátadó) |                       | Hayden Panettiere                                     | Hősök                                         | Heroes                         | Claire Bennet                  |
| 2006 (33. díjátadó) | Jennifer Carpenter    | Dexter                                                | Dexter                                        | Debra Morgan                   |                                |
| 2006 (33. díjátadó) | Ali Larter            | Hősök                                                 | Heroes                                        | Niki Sanders / Jessica Sanders |                                |
| 2006 (33. díjátadó) | Elizabeth Mitchell    | Lost – Eltűntek                                       | Lost                                          | Juliet Burke                   |                                |
| 2006 (33. díjátadó) | Allison Mack          | Smallville                                            | Smallville                                    | Chloe Sullivan                 |                                |
| 2006 (33. díjátadó) | Gabrielle Anwar       | Titkok könyvtára 2. – A visszatérés Salamon kincséhez | The Librarian: Return to King Solomon's Mines | Emily Davenport                |                                |
| 2007 (34. díjátadó) |                       | Elizabeth Mitchell                                    | Lost – Eltűntek                               | Lost                           | Juliet Burke                   |
| 2007 (34. díjátadó) | Summer Glau           | Terminátor – Sarah Connor krónikái                    | Terminator: The Sarah Connor Chronicles       | Cameron Phillips               |                                |
| 2007 (34. díjátadó) | Jennifer Carpenter    | Dexter                                                | Dexter                                        | Debra Morgan                   |                                |
| 2007 (34. díjátadó) | Jaime Murray          | Dexter                                                | Dexter                                        | Lila Tournay                   |                                |
| 2007 (34. díjátadó) | Hayden Panettiere     | Hősök                                                 | Heroes                                        | Claire Bennet                  |                                |
| 2007 (34. díjátadó) | Jaimie Alexander      | Kyle, a rejtélyes idegen                              | Kyle XY                                       | Jessi                          |                                |
| 2008 (35. díjátadó) |                       | Jennifer Carpenter                                    | Dexter                                        | Dexter                         | Debra Morgan                   |
| 2008 (35. díjátadó) | Katee Sackhoff        | Csillagközi romboló                                   | Battlestar Galactica                          | Kara „Starbuck” Thrace hadnagy |                                |
| 2008 (35. díjátadó) | Hayden Panettiere     | Hősök                                                 | Heroes                                        | Claire Bennet                  |                                |
| 2008 (35. díjátadó) | Yunjin Kim            | Lost – Eltűntek                                       | Lost                                          | Kvon Szonhva                   |                                |
| 2008 (35. díjátadó) | Elizabeth Mitchell    | Lost – Eltűntek                                       | Lost                                          | Juliet Burke                   |                                |
| 2008 (35. díjátadó) | Summer Glau           | Terminátor – Sarah Connor krónikái                    | Terminator: The Sarah Connor Chronicles       | Cameron Phillips               |                                |
| 2009 (36. díjátadó) |                       | Julie Benz                                            | Dexter                                        | Dexter                         | Rita Morgan                    |
| 2009 (36. díjátadó) | Jennifer Carpenter    | Dexter                                                | Dexter                                        | Debra Morgan                   |                                |
| 2009 (36. díjátadó) | Hayden Panettiere     | Hősök                                                 | Heroes                                        | Claire Bennet                  |                                |
| 2009 (36. díjátadó) | Gina Bellman          | Lépéselőnyben                                         | Leverage                                      | Sophie Devereaux               |                                |
| 2009 (36. díjátadó) | Elizabeth Mitchell    | Lost – Eltűntek                                       | Lost                                          | Juliet Burke                   |                                |
| 2009 (36. díjátadó) | Morena Baccarin       | V, mint veszélyes                                     | V                                             | Anna                           |                                |

### 2010-es évek
| Év                       | Színésznő           | Színésznő                            | Magyar cím                          | Eredeti cím                                      | Szerep                      |
| ------------------------ | ------------------- | ------------------------------------ | ----------------------------------- | ------------------------------------------------ | --------------------------- |
| 2010 (37. díjátadó)      |                     | Lucy Lawless                         | Spartacus: Vér és homok             | Spartacus: Blood and Sand                        | Lucretia                    |
| 2010 (37. díjátadó)      | Morena Baccarin     | V                                    | V                                   | Anna                                             |                             |
| 2010 (37. díjátadó)      | Gina Bellman        | Lépéselőnyben                        | Leverage                            | Sophie Devereaux                                 |                             |
| 2010 (37. díjátadó)      | Jennifer Carpenter  | Dexter                               | Dexter                              | Debra Morgan                                     |                             |
| 2010 (37. díjátadó)      | Laurie Holden       | The Walking Dead                     | The Walking Dead                    | Andrea                                           |                             |
| 2010 (37. díjátadó)      | Beth Riesgraf       | Lépéselőnyben                        | Leverage                            | Parker                                           |                             |
| 2011 (38. díjátadó)      |                     | Michelle Forbes                      | Gyilkosság                          | The Killing                                      | Mitch Larsen                |
| 2011 (38. díjátadó)      | Lauren Ambrose      | Torchwood                            | Torchwood: Miracle Day              | Jilly Kitzinger                                  |                             |
| 2011 (38. díjátadó)      | Jennifer Carpenter  | Dexter                               | Dexter                              | Debra Morgan                                     |                             |
| 2011 (38. díjátadó)      | Frances Conroy      | Amerikai Horror Story: A gyilkos ház | American Horror Story: Murder House | Moira O'Hara                                     |                             |
| 2011 (38. díjátadó)      | Lana Parrilla       | Egyszer volt, hol nem volt           | Once Upon a Time                    | Gonosz királynő/Regina Mills                     |                             |
| 2011 (38. díjátadó)      | Beth Riesgraf       | Lépéselőnyben                        | Leverage                            | Parker                                           |                             |
| 2012 (39. díjátadó)      |                     | Laurie Holden                        | The Walking Dead                    | The Walking Dead                                 | Andrea                      |
| 2012 (39. díjátadó)      | Jennifer Carpenter  | Dexter                               | Dexter                              | Debra Morgan                                     |                             |
| 2012 (39. díjátadó)      | Sarah Carter        | Éghasadás                            | Falling Skies                       | Margaret                                         |                             |
| 2012 (39. díjátadó)      | Anna Gunn           | Breaking Bad – Totál szívás          | Breaking Bad                        | Skyler White                                     |                             |
| 2012 (39. díjátadó)      | Jessica Lange       | Amerikai Horror Story: Zártosztály   | American Horror Story: Asylum       | Jude Martin nővér                                |                             |
| 2012 (39. díjátadó)      | Beth Riesgraf       | Lépéselőnyben                        | Leverage                            | Parker                                           |                             |
| 2013 (40. díjátadó)      |                     | Melissa McBride                      | The Walking Dead                    | The Walking Dead                                 | Carol Peletier              |
| 2013 (40. díjátadó)      | Kathy Bates         | Amerikai Horror Story: Boszorkányok  | American Horror Story: Coven        | Madame Delphine LaLaurie                         |                             |
| 2013 (40. díjátadó)      | Sarah Carter        | Éghasadás                            | Falling Skies                       | Margaret                                         |                             |
| 2013 (40. díjátadó)      | Gwendoline Christie | Trónok harca                         | Game of Thrones                     | Tarthi Brienne                                   |                             |
| 2013 (40. díjátadó)      | Michelle Fairley    | Trónok harca                         | Game of Thrones                     | Catelyn Stark                                    |                             |
| 2013 (40. díjátadó)      | Elizabeth Mitchell  | Revolution                           | Revolution                          | Rachel Matheson                                  |                             |
| 2014 (41. díjátadó)      |                     | Melissa McBride                      | The Walking Dead                    | The Walking Dead                                 | Carol Peletier              |
| 2014 (41. díjátadó)      | Emilia Clarke       | Trónok harca                         | Game of Thrones                     | Daenerys Targaryen                               |                             |
| 2014 (41. díjátadó)      | Jenna Coleman       | Ki vagy, doki?                       | Doctor Who                          | Clara Oswald                                     |                             |
| 2014 (41. díjátadó)      | Caroline Dhavernas  | Hannibal                             | Hannibal                            | Dr. Alana Bloom                                  |                             |
| 2014 (41. díjátadó)      | Lexa Doig           | Continuum                            | Continuum                           | Sonya Valentine                                  |                             |
| 2014 (41. díjátadó)      | Emily Kinney        | The Walking Dead                     | The Walking Dead                    | Beth Greene                                      |                             |
| 2015 (42. díjátadó)      |                     | Danai Gurira                         | The Walking Dead                    | The Walking Dead                                 | Michonne                    |
| 2015 (42. díjátadó)      | Gillian Anderson    | Hannibal                             | Hannibal                            | Dr. Bedelia Du Maurier                           |                             |
| 2015 (42. díjátadó)      | Tovah Feldshuh      | The Walking Dead                     | The Walking Dead                    | Deanna Monroe                                    |                             |
| 2015 (42. díjátadó)      | Calista Flockhart   | Supergirl                            | Supergirl                           | Cat Grant                                        |                             |
| 2015 (42. díjátadó)      | Lena Headey         | Trónok harca                         | Game of Thrones                     | Cersei Lannister                                 |                             |
| 2015 (42. díjátadó)      | Melissa Leo         | –                                    | Wayward Pines                       | Pamela „Pam” Pilcher                             |                             |
| 2015 (42. díjátadó)      | Melissa McBride     | The Walking Dead                     | The Walking Dead                    | Carol Peletier                                   |                             |
| 2016 (43. díjátadó)      |                     | Candice Patton                       | Flash – A Villám                    | The Flash                                        | Iris West                   |
| 2016 (43. díjátadó)      | Kathy Bates         | Amerikai Horror Story: Roanoke       | American Horror Story: Roanoke      | Agnes Mary Winstead; Thomasin 'A mészáros' White |                             |
| 2016 (43. díjátadó)      | Danai Gurira        | The Walking Dead                     | The Walking Dead                    | Michonne                                         |                             |
| 2016 (43. díjátadó)      | Melissa McBride     | The Walking Dead                     | The Walking Dead                    | Carol Peletier                                   |                             |
| 2016 (43. díjátadó)      | Thandiwe Newton     | Westworld                            | Westworld                           | Maeve Millay                                     |                             |
| 2016 (43. díjátadó)      | Adina Porter        | Amerikai Horror Story: Roanoke       | American Horror Story: Roanoke      | Lee Harris                                       |                             |
| 2016 (43. díjátadó)      | Evan Rachel Wood    | Westworld                            | Westworld                           | Dolores Abernathy                                |                             |
| 2017 (44. díjátadó)      |                     | Rhea Seehorn                         | Better Call Saul                    | Better Call Saul                                 | Kimberly "Kim" Wexler       |
| 2017 (44. díjátadó)      | Odette Annable      | Supergirl                            | Supergirl                           | Samantha Arias / Reign                           |                             |
| 2017 (44. díjátadó)      | Dakota Fanning      |                                      | The Alienist                        | Sara Howard                                      |                             |
| 2017 (44. díjátadó)      | Danai Gurira        | The Walking Dead                     | The Walking Dead                    | Michonne                                         |                             |
| 2017 (44. díjátadó)      | Melissa McBride     | The Walking Dead                     | The Walking Dead                    | Carol Peletier                                   |                             |
| 2017 (44. díjátadó)      | Candice Patton      | Flash – A Villám                     | The Flash                           | Iris West                                        |                             |
| 2017 (44. díjátadó)      | Adina Porter        | Amerikai Horror Story: Szekta        | American Horror Story: Cult         | Beverly Hope                                     |                             |
| 2017 (44. díjátadó)      | Krysten Ritter      |                                      | The Defenders                       | Jessica Jones                                    |                             |
| 2018/2019 (45. díjátadó) | Kábel / Hálózat     | Kábel / Hálózat                      | Kábel / Hálózat                     | Kábel / Hálózat                                  | Kábel / Hálózat             |
| 2018/2019 (45. díjátadó) |                     | Danai Gurira                         | The Walking Dead                    | The Walking Dead                                 | Michonne                    |
| 2018/2019 (45. díjátadó) | Gwendoline Christie | Trónok harca                         | Game of Thrones                     | Tarthi Brienne                                   |                             |
| 2018/2019 (45. díjátadó) | Lena Headey         | Trónok harca                         | Game of Thrones                     | Cersei Lannister                                 |                             |
| 2018/2019 (45. díjátadó) | Rhea Seehorn        | Better Call Saul                     | Better Call Saul                    | Kimberly "Kim" Wexler                            |                             |
| 2018/2019 (45. díjátadó) | Sophie Turner       | Trónok harca                         | Game of Thrones                     | Sansa Stark                                      |                             |
| 2018/2019 (45. díjátadó) | Sophie Skelton      | Outlander – Az idegen                | Outlander                           | Brianna Randall                                  |                             |
| 2018/2019 (45. díjátadó) | Melissa McBride     | The Walking Dead                     | The Walking Dead                    | Carol Peletier                                   |                             |
| 2018/2019 (45. díjátadó) | Streaming           |                                      |                                     |                                                  |                             |
| 2018/2019 (45. díjátadó) |                     | Maya Hawke                           | Stranger Things                     | Stranger Things                                  | Robin Buckley               |
| 2018/2019 (45. díjátadó) | Elliot Page         | Az Esernyő Akadémia                  | The Umbrella Academy                | Vanya Hargreeves                                 |                             |
| 2018/2019 (45. díjátadó) | Victoria Pedretti   | A Hill-ház szelleme                  | The Haunting of Hill House          | Eleanor "Nell" Crain Vance                       |                             |
| 2018/2019 (45. díjátadó) | Parker Posey        | Lost in Space – Elveszve az űrben    | Lost in Space                       | June Harris / Dr. Smith                          |                             |
| 2018/2019 (45. díjátadó) | Taylor Russell      | Lost in Space – Elveszve az űrben    | Lost in Space                       | Judy Robinson                                    |                             |
| 2018/2019 (45. díjátadó) | Sissy Spacek        | Castle Rock                          | Castle Rock                         | Ruth Dever                                       |                             |
| 2018/2019 (45. díjátadó) | Deborah Ann Woll    | Daredevil                            | Daredevil                           | Karen Page                                       |                             |
| 2019/2020 (46. díjátadó) |                     | Danielle Panabaker                   | Flash – A Villám                    | The Flash Dead                                   | Caitlin Snow / Killer Frost |
| 2019/2020 (46. díjátadó) | Natasia Demetriou   | Hétköznapi vámpírok - A sorozat      | What We Do in the Shadows           | Nadja                                            |                             |
| 2019/2020 (46. díjátadó) | Cynthia Enrivo      | A kívülálló                          | The Outsider                        | Holly Gibney                                     |                             |
| 2019/2020 (46. díjátadó) | Tessa Thompson      | Westworld                            | Westworld                           | Charlotte Hale                                   |                             |
| 2019/2020 (46. díjátadó) | Colby Minifie       | Fear the Walking Dead                | Fear the Walking Dead               | Virginia                                         |                             |
| 2019/2020 (46. díjátadó) | Sophie Skelton      | Outlander – Az idegen                | Outlander                           | Brianna Randall                                  |                             |
| 2019/2020 (46. díjátadó) | Melissa McBride     | The Walking Dead                     | The Walking Dead                    | Carol Peletier                                   |                             |

### 2020-as évek
| Év                       | Színész              | Színész                             | Magyar cím                          | Eredeti cím                     | Szerep                         |
| ------------------------ | -------------------- | ----------------------------------- | ----------------------------------- | ------------------------------- | ------------------------------ |
| 2021/2022 (50. díjátadó) | Kábel / Hálózat      | Kábel / Hálózat                     | Kábel / Hálózat                     | Kábel / Hálózat                 | Kábel / Hálózat                |
| 2021/2022 (50. díjátadó) |                      | Lauren Cohan                        | The Walking Dead                    | The Walking Dead                | Maggie Greene                  |
| 2021/2022 (50. díjátadó) | Emmanuelle Chriqui   | Superman és Lois                    | Superman & Lois                     | Lana Lang                       |                                |
| 2021/2022 (50. díjátadó) | Danielle Panabaker   | Flash – A Villám                    | The Flash                           | Dr. Caitlin Snow / Gyilkos Fagy |                                |
| 2021/2022 (50. díjátadó) | Melissa McBride      | The Walking Dead                    | The Walking Dead                    | Carol Peletier                  |                                |
| 2021/2022 (50. díjátadó) | Janina Gavankar      | Végtelen égbolt                     | Big Sky                             | Ren                             |                                |
| 2021/2022 (50. díjátadó) | Julia Jones          | Dexter: Új vér                      | Dexter: New Blood                   | Angela Bishop                   |                                |
| 2021/2022 (50. díjátadó) | Sophie Skelton       | Outlander – Az idegen               | Outlander                           | Brianna Fraser                  |                                |
| 2021/2022 (50. díjátadó) | Streaming            |                                     |                                     |                                 |                                |
| 2021/2022 (50. díjátadó) |                      | Moses Ingram                        | Obi-Wan Kenobi                      | Obi-Wan Kenobi                  | Reva Sevander / Harmadik Nővér |
| 2021/2022 (50. díjátadó) | Patricia Arquette    | Különválás                          | Severance                           | Harmony Cobel / Mrs. Selvig     |                                |
| 2021/2022 (50. díjátadó) | Nell Tiger Free      |                                     | Servant                             | Leanne Grayson                  |                                |
| 2021/2022 (50. díjátadó) | Danielle Brooks      | Peacemaker – Békeharcos             | Peacemaker                          | Leota Adebayo                   |                                |
| 2021/2022 (50. díjátadó) | Jess Bush            | Star Trek: Különös új világok       | Star Trek: Strange New Worlds       | Christine Chapel                |                                |
| 2021/2022 (50. díjátadó) | Kathryn Hahn         | WandaVízió                          | WandaVision                         | Agatha Harkness                 |                                |
| 2021/2022 (50. díjátadó) | Alesye Shannon       |                                     | Leverage: Redemption                | Breanna Casey                   |                                |
| 2022/2023 (51. díjátadó) |                      | Jeri Ryan                           | Star Trek: Picard                   | Star Trek: Picard               | Hét Kilenced                   |
| 2022/2023 (51. díjátadó) | Jess Bush            | Star Trek: Különös új világok       | Star Trek: Strange New Worlds       | Christine Chapel                |                                |
| 2022/2023 (51. díjátadó) | Celia Rose Gooding   | Star Trek: Különös új világok       | Star Trek: Strange New Worlds       | Nyota Uhura                     |                                |
| 2022/2023 (51. díjátadó) | Genevieve O’Reilly   | Andor                               | Andor                               | Mon Mothma                      |                                |
| 2022/2023 (51. díjátadó) | Katee Sackhoff       | A Mandalóri                         | The Mandalorian                     | Bo-Katan Kryze                  |                                |
| 2022/2023 (51. díjátadó) | Rebecca Wisocky      | Kísértetek                          | Ghosts                              | Henrietta "Hetty" Woodstone     |                                |
| 2022/2023 (51. díjátadó) | Sophie Skelton       | Outlander – Az idegen               | Outlander                           | Brianna "Bree" Randall Fraser   |                                |
| 2022/2023 (52. díjátadó) |                      | Cristin Milioti                     | Pingvin                             | The Penguin                     | Sofia Falcone                  |
| 2022/2023 (52. díjátadó) | Jennifer Connelly    | Sötét anyag                         | Dark Matter                         | Daniela Dessen                  |                                |
| 2022/2023 (52. díjátadó) | Jennifer Jason Leigh | Fargo                               | Fargo                               | Lorraine Lyon                   |                                |
| 2022/2023 (52. díjátadó) | Pollyanna McIntosh   | The Walking Dead: The Ones Who Live | The Walking Dead: The Ones Who Live | Jadis Stokes / Anne             |                                |
| 2022/2023 (52. díjátadó) | Elizabeth Saunders   | Kiút                                | From                                | Donna Raines                    |                                |
| 2022/2023 (52. díjátadó) | Rebecca Wisocky      | Kísértetek                          | Ghosts                              | Henrietta "Hetty" Woodstone     |                                |
| 2022/2023 (52. díjátadó) | Anna Sawai           | Monarch: A szörnyek hagyatéka       | Monarch: Legacy of Monsters         | Cate Randa                      |                                |

## Többszörös győzelmek
2 győzelem
- Melissa McBride (egymást követő években)
- Danai Gurira
- Jeri Ryan

## Többszörös jelölések
| 8 jelölés - Melissa McBride 7 jelölés - Jennifer Carpenter 5 jelölés - Elizabeth Mitchell - Amanda Tapping 4 jelölés - Danai Gurira - Hayden Panettiere - Katee Sackhoff - Sophie Skelton | 3 jelölés - Amy Acker - Jolene Blalock - Alyson Hannigan - Candice Patton - Beth Riesgraf - Jeri Ryan - Michelle Trachtenberg | 2 jelölés - Morena Baccarin - Kathy Bates - Gina Bellman - Jess Bush - Charisma Carpenter - Gwendoline Christie - Sarah Carter - Erica Durance - Dakota Fanning - Summer Glau - Lena Headey - Laurie Holden - Allison Mack - Danielle Panabaker - Adina Porter - Rhea Seehorn - Rebecca Wisocky |

## Fordítás
- Ez a szócikk részben vagy egészben  a   Saturn Award for Best Supporting Actress on Television című angol Wikipédia-szócikk ezen változatának fordításán alapul.  Az eredeti cikk szerkesztőit annak laptörténete sorolja fel. Ez a jelzés csupán a megfogalmazás eredetét és a szerzői jogokat jelzi, nem szolgál a cikkben szereplő információk forrásmegjelöléseként.